# Operazione Iskra
L'operazione Iskra, in lingua russa операция «Искра», operatsiya Iskra ("operazione Scintilla"), è stata un'operazione militare sovietica durante la seconda guerra mondiale tesa a porre fine all'assedio di Leningrado da parte delle forze tedesche della Wehrmacht. I piani di questa operazione ebbero inizio subito dopo il fallimento della offensiva di Sinjavino. La sconfitta tedesca nell'assedio di Stalingrado alla fine del 1942 aveva fortemente indebolito le linee tedesche. A partire dal gennaio del 1943 le forze dell'Armata Rossa iniziarono a pianificare o eseguire offensive lungo tutto il fronte russo-tedesco, soprattutto nel sud della Russia, e da questo punto di vista l'operazione Iskra è da considerare la parte settentrionale di una più ampia controffensiva nell'inverno tra il 1942 ed il 1943.

L'operazione venne condotta dai fronti di Leningrado e di Volchov dell'Armata Rossa e dalla Flotta del Baltico, tra il 12 ed il 30 gennaio 1943 con l'obiettivo di creare una via di comunicazione per Leningrado. Le forze sovietiche si collegarono il 18 gennaio 1943 e, a partire dal 22 gennaio 1943, venne istituita la linea del fronte. L'operazione riuscire ad aprire con successo un corridoio di 8-10 chilometri verso la città. Venne rapidamente costruita una linea ferroviaria lungo il corridoio che permise di rifornire la città assediata di armi, munizioni e vettovagliamenti con maggiore efficienza rispetto alla Strada della Vita lungo la superficie ghiacciata del lago Ladoga, riducendo in maniera significativa le possibilità di conquista di Leningrado da parte tedesca.

Il suo successo incoraggiò la pianificazione di un'operazione offensiva ancora più ambiziosa, l'operazione Stella Polare meno di due settimane dopo. Quest'ultima aveva l'obiettivo di sconfiggere definitivamente il Gruppo d'Armate Nord rompendo l'assedio della città, che ottenne tuttavia scarsi risultati.

## Antecedenti
L'assedio di Leningrado aveva avuto inizio ai primi dell'autunno del 1941. A partire dall'8 settembre 1941 le forze tedesche e finlandesi avevano circondato la città, tagliandola fuori da qualsiasi via di comunicazione che permettesse l'invio di rinforzi e armamenti. Tuttavia l'impulso offensivo iniziale era stato arrestato e la città era ora soggetta ad un tenace assedio. Durante tutto il 1942 vennero fatti diversi tentativi per rompere l'assedio ma furono tutti fallimentari, l'ultimo dei quali l'offensiva di Sinyavino. Dopo la sconfitta sovietica di quest'ultima offensiva la linea del fronte fece il suo ritorno alla situazione precedente, dividendo il fronte di Leningrado del generale Leonid Govorov dal fronte di Volkhov del generale Kirill Afanas'evič Mereckov con una striscia di terra di circa 16 kilometri.

Nonostante i ripetuti fallimenti, interrompere l'assedio di Leningrado restava una priorità strategica, iniziarono così nuovi preparativi agli inizi del novembre 1942. Nel mese di dicembre il nuovo piano fu approvato dalla Stavka ricevendo il nome in codice di Iskra ("scintilla"). Essa avrebbe dovuto avere inizio nel gennaio del 1943.

Agli inizi del 1943 la situazione sembrava sorridere alle forze dell'Armata Rossa, la sconfitta tedesca alla battaglia di Stalingrado aveva infatti indebolito il fronte tedesco. Per questo motivo i sovietici avevano deciso di intraprendere operazioni offensive lungo l'intero fronte, soprattutto nel territorio sovietico sud-occidentale. In questa situazione, l'operazione Iskra sarebbe dovuta essere la prima di numerose offensive tese a infliggere una sconfitta definitiva al Gruppo Armate Nord tedesco.

## I preparativi
L'area a sud del lago Ladoga è un'area densamente boscosa disseminata di zone umide (in particolare depositi di torba) molto vicini alle rive del lago; il fitto della foresta proteggeva il lago dalla vista esterna. Entrambi questi due fattori permisero il passaggio inosservato dell'artiglieria e di veicoli nell'area, fornendo un considerevole vantaggio alle forze di difesa. Una delle località chiave di questo movimento erano le vette di Sinjavino, più alte di circa 150 metri rispetto al territorio circostante, fornendo sia un terreno più solido che un ottimo punto di osservazione. Dal momento che la linea del fronte non era sostanzialmente mutata da quando era stato istituito il blocco intorno alla città, i tedeschi avevano costruito una forte linea difensiva di postazioni unite da filo spinato e ben protette da ostacoli e armate da pezzi d'artiglieria e mortai. Il fiume Neva e le paludi circostanti erano ghiacciate parzialmente, permettendo l'attraversamento dei soldati ma non dei mezzi pesanti.

### I preparativi da parte tedesca
I tedeschi erano perfettamente consapevoli che per i sovietici era fondamentale rompere il blocco e interrompere l'assedio di Leningrado. Tuttavia, a causa della pesante sconfitta subita a Stalingrado e alla battaglia di Velikiye Luki a sud di Leningrado, il Gruppo Armate Nord ricevette l'ordine di rimanere in posizione difensiva e venne privata di diverse truppe. L'11ª Armata che aveva guidato l'assalto a Leningrado nel 1942, e che aveva sventato le ultime offensive sovietiche per spezzare l'assedio, venne trasferita Gruppo Armate di Centro ad ottobre. Altre nove divisioni vennero riassegnate in altri settori.

All'inizio dell'offensiva sovietica la 18ª Armata, comandata dal generale Georg Lindemann, consisteva di 26 divisioni disseminate lungo una linea di 450 kilometri. L'esercito era sparpagliato in una linea di difesa molto esigua, senza riserve di divisione, al contrario ogni divisione aveva una riserva tattica di uno o due battaglioni e le riserve dell'armata erano formate dalla 96. Infanterie-Division e dalla 5. Gebirgs-Division, mentre la 1ª Flotta Aerea  forniva supporto aereo all'esercito.

Cinque divisioni e parte di una sesta sorvegliavano la striscia di terra che separava il fronte di Leningrado da quello di Volkhov, questo corridoio era ampio solo 16 kilometri, definito per questo "collo di bottiglia". Le divisioni tedesche erano ben fortificate in quest'area dove la linea del fronte non era praticamente mutata dal settembre 1941, ed erano considerate sufficienti per respingere le offensive sovietiche.

### I preparativi da parte sovietica
Il piano dell'operazione Iskra venne approvato in dicembre, e gli ordini dalla Stavka prevedevano lo sforzo combinato del Fronte di Leningrado e di quello di Volkhov, sconfiggere il nemico nelle aree di Lipka, Gaitolovo, Dubrovka e Shlisselburge penetrare così nel blocco intorno a Leningrado; tutto questo si sarebbe dovuto completare entro la fine del gennaio 1943. Queste manovre avrebbero permesso la conquista del "collo di bottiglia" e l'apertura di un corridoio lungo 10 kilometri fino a Leningrado.

La differenza più rilevante rispetto ai precedenti tentativi di rompere l'assedio consisteva nella scelta del luogo da dove far partire l'offensiva principale. Nel settembre 1942 le forze sovietiche avevano attaccato da sud partendo dalla città di Sinyavino, scelta che avrebbe consentito loro di accerchiare diverse divisioni tedesche, ma che avrebbe esposto, come poi accadde, l'esercito ad attacchi sui fianchi da nord. Nel piano del gennaio 1943, al contrario, l'offensiva sarebbe partita da nord di Sinyavino, lungo le rive del lago Ladoga, che avrebbe protetto da qualsiasi attacco sui fianchi, aumentando notevolmente la possibilità di successo dell'operazione, ma avrebbe reso impossibile accerchiare le divisioni tedesche all'interno del "collo di bottiglia".

L'operazione sarebbe stata condotta dalla 67ª Armata del fronte di Leningrado e dalla 2ª Armata d'assalto del fronte di Volkhov comandate rispettivamente dal generale M.P. Dukhanov e dal generale V.Z. Romanovsky. L'8ª Armata, comandata dal colonnello F.N. Starikov, avrebbe dovuto proteggere il fianco dell'armata della 2ª Armata d'assalto. Entrambi i fronti trascorsero tutto il mese di dicembre ad addestrarsi e prepararsi all'offensiva, ricevendo nel frattempo significative quantità di rinforzi. Questi includevano non solo i rimpiazzi, con l'aggiunta di nuove brigate e divisioni di fanteria, ma anche unità di artiglieria e del genio, che si sarebbero rivelate di vitale importanza per aprire una breccia nel blocco tedesco. Alcune unità speciali nel combattimento sulla neve comprendevano tre brigate su sci, e quattro battaglioni su aeroslitta. Per assicurarsi che le truppe sovietiche godessero della superiorità aerea, cosa che non si era verificata nella precedente offensiva, le forze aeree vennero dotate di altri 800 velivoli, in maggior parte caccia. Le forze corazzate non potevano procedere agilmente nei territori acquitrinosi e per questo motivo vennero utilizzate principalmente come battaglioni di rinforzo alle divisioni che avrebbero operato in maniera autonoma.

Originariamente l'attacco avrebbe dovuto avere inizio il 1 gennaio, ma lo strato troppo esile del ghiaccio sulla Neva resero necessario aspettare fino al 10-12 gennaio. Un certo numero di misure precauzionali vennero prese per impedire la diffusione del piano e solo alcuni ufficiali vennero coinvolti nella pianificazione, mentre le operazioni di dispiegamento vennero attuate sfruttando il maltempo o le ore notturne, e vennero simulati preparativi di attacco in altre località per confondere i tedeschi. Il 10 gennaio 1943 la Stavka inviò come suo rappresentante il generale Georgij Konstantinovič Žukov per sovrintendere le operazioni.

## La Battaglia

### L'inizio: 12 gennaio
La notte precedente all'inizio delle operazioni i bombardieri notturni sovietici attaccarono i quartier generali delle divisioni tedesche e le loro postazioni di artiglieria per indebolire il sistema di comando e controllo tedesco. I bombardieri sovietici attaccarono anche i campi di aviazione ed i centri di comunicazione tedeschi per impedire la richiesta e l'invio di rinforzi.

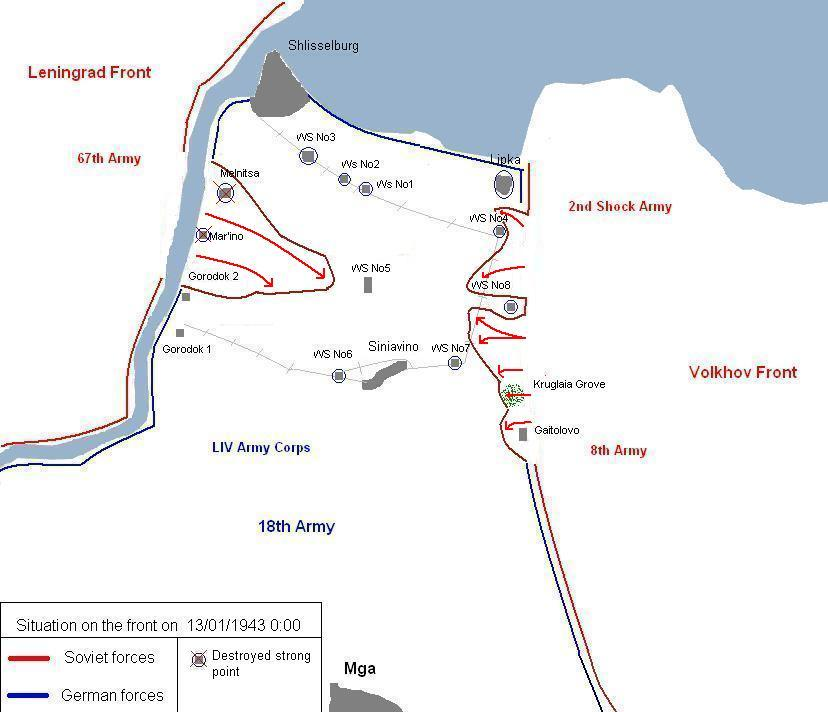
Cartina con l'avanzata sovietica del 12 gennaio 1943

L'operazione Iskra ebbe inizio intorno alle 9:30 del mattino del 12 gennaio 1943 quando i due fronti sovietici iniziarono a sparare con i pezzi d'artiglieria per circa 2 ore e 20 minuti sul fianco occidentale e un'ora e 45 minuti sul fianco orientale del "collo di bottiglia". L'attacco delle truppe sovietiche iniziò cinque minuti prima che l'artiglieria finisse di sparare con un ultimo fuoco di sbarramento di Katjuša.

Le forze del fronte di Leningrado ottennero il loro successo più importante tra Shlisselburg e Gorodok 1, dove la 268ª e la 136ª Divisione fucilieri, con il supporto di carri armati ed artiglieria, catturarono una testa di ponte di circa 5 kilometri di ampiezza e 3 kilometri di profondità. Intorno alle 18:00 i zappatori sovietici costruirono diversi ponti nei pressi di Mar'ino, per permettere alle truppe di avanzare. Tuttavia, i successivi assalti verso sud vicino a Gorodok portarono unicamente alla conquista della prima linea delle trincee tedesche, mentre l'attacco scagliato verso nord a Shlisselburg risultò un fallimento. Giunta la sera, il comando del fronte decise di sfruttare la testa di ponte e le truppe dirette a Shlisselburg vennero rischierate lungo la Neva per attaccare verso sud.

L'attacco del fronte di Volkhov ebbe minor successo, dal momento che le forze della 2ª Armata d'assalto riuscì ad accerchiare ma non a distruggere i capisaldi tedeschi a Lipka e al Campo lavoratori n.8; quest'ultimo in particolare era una considerevole posizione difensiva con una guarnigione forte di 700 uomini e 16 bunker. Le raffiche di fuoco pesante provenienti da questa postazione impedivano l'ulteriore avanzamento dei sovietici, tuttavia la 2 Armata d'Assalto penetrò nelle linee nemiche tra il Campo lavoratori n.8 e il bosco di Kruglaya avanzando per circa 2 kilometri.

L'esercito tedesco reagì schierando le proprie riserve presenti nella regione nel corso della notte, un gruppo di battaglia improvvisato venne formato dalla 96ª Divisione di Fanteria supportata dall'artiglieria e da quattro carri armati Panzer VI Tiger I che si diressero a Gorodok 2 per rinforzare la 170ª Divisione di Fanteria ad ovest. Un gruppo simile venne inviato al Campo lavoratori n.1 per prestare rinforzo alla 227ª Divisione di fanteria.

### L'avanzata sovietica: 13 - 17 gennaio
I cinque giorni successivi furono teatro di pesanti combattimenti tra i sovietici in lenta avanzata e le pesanti difese tedesche. Il 13 gennaio 1943 le cattive condizioni del tempo impedirono ai sovietici di utilizzare la copertura aerea. Durante la giornata non guadagnarono terreno e subirono pesanti perdite. Sul fronte tedesco, dopo il fallimento di un tentativo di contrattacco, si tentò un ulteriore rinforzo della zona assemblando parti di divisioni dai punti più tranquilli del fronte; questi gruppi comprendevano gruppi della 1. Infanterie-Division, della 61. Infanterie-Division, della 5. Gebirgs Division e della 4. SS-Polizei-Panzergrenadier-Division.

Il 14 gennaio le condizioni del tempo migliorarono per consentire il supporto aereo ai sovietici che ripresero ad avanzare anche se lentamente. Per velocizzare l'accerchiamento del punto di difesa di Lipka, i sovietici si servirono della 12ª Brigata su sci che attraversò il ghiaccio del Lago Ladoga e attaccò i tedeschi da dietro. A partire dalla fine del giorno le truppe dei punti di difesa di Lipka e Shlisselburg vennero quasi completamente tagliate fuori dal resto del fronte tedesco.

Tra il 15 ed il 17 gennaio entrambi i fronti sovietici combatterono diretti l'uno verso l'altro, catturando i punti di difesa del Campo lavoratori n.3, 4, 7 ed 8 e prendendo il controllo quasi totale di Shlisselburg. Dalla fine del 17 gennaio solo circa due kilometri separavano il Campo lavoratori n.1 e 5. Il 15 gennaio 1943 Govorov venne promosso colonnello generale.

### L'unione dei fronti e la creazione del corridoio: 18 - 21 gennaio

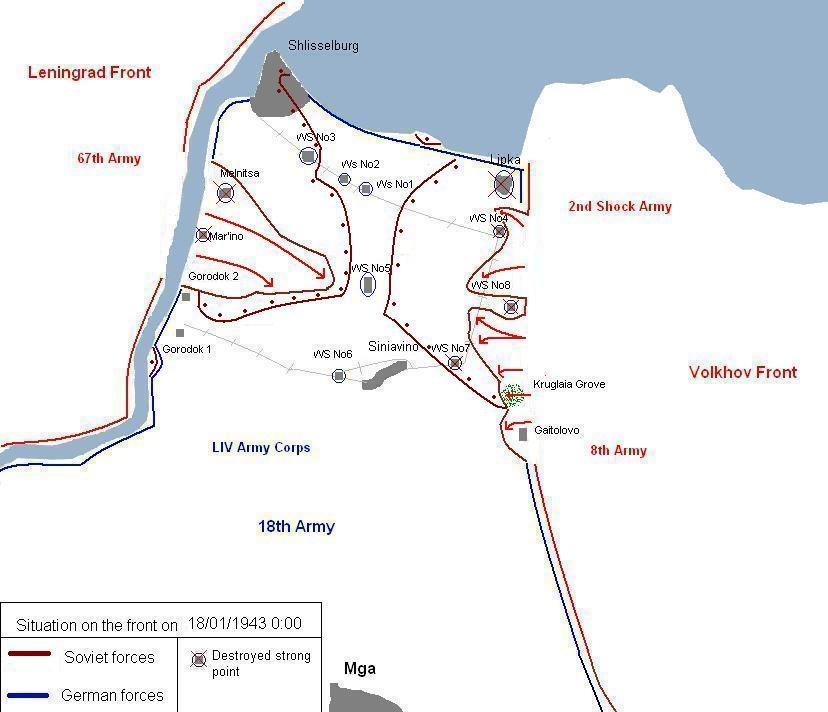
L'avanzata sovietica al 18 gennaio 1943

Il 18 gennaio 1943 alle ore 9:30 i soldati della 123ª Divisione fucilieri della 67ª Armata e la 372ª Divisione fucilieri della 2ª Armata d'assalto sovietiche si incontrarono nei pressi del Campo lavoratori n.1, interrompendo tecnicamente il blocco intorno a Leningrado e segnando una svolta storica nell'assedio della città. Le forze tedesche a nord del Campo vennero tagliate fuori; il tentativo del Gruppo Hühner, composto da due unità di combattimento sotto il comando del generale colonnello Werner Hühner che avrebbero dovuto mantenere il controllo del corridoio tra il Campo lavoratori n.1 e il Campo lavoratori n.5 fallirono nel compito. In quello stesso giorno i sovietici si impadronirono del Campo lavoratori n.5 e respinsero un contrattacco tedesco. Alle 11:45 i due fronti sovietici si unirono a nord del Campo lavoratori n.5 ed il Gruppo Hühner rimase isolato e ricevette l'ordine di rompere l'accerchiamento nei pressi della zona boscosa di Sinyavino prima dell'arrivo del grosso delle forze sovietiche; i tedeschi abbandonarono l'armamento pesante e l'artiglieria e riuscirono a raggiungere Sinyavino tra il 19 ed il 20 gennaio. A partire dal tardo pomeriggio le forze sovietiche rastrellarono Shlisselburg e Lipka dalla presenza tedesca e liquidarono il resto delle forze tedesche a sud del Lago Ladoga.

Tra il 19 ed il 21 gennaio le forze sovietiche eliminarono le forze tedesche rimaste accerchiate e tentarono di estendere la loro avanzata verso sud dirette a Sinyavino. Tuttavia vennero arrestate dai tedeschi non prima di conquistare il Campo lavoratori n.6.

### Stabilizzazione del fronte e costruzione della ferrovia: 22 - 30 gennaio
Dopo il 21 gennaio 1943 non vi furono sostanziali mutamenti della linea del fronte, le forze sovietiche non furono in grado di avanzare ulteriormente ma iniziarono a fortificare l'area per impedire qualsiasi contrattacco tedesco per ripristinare il blocco intorno a Leningrado. Il 22 gennaio 1943 iniziarono i lavori della ferrovia che avrebbe rimesso in collegamento Leningrado con il resto del paese per mezzo del corridoio appena conquistato. Il piano di costruzione previsto dal Comitato di difesa dello Stato ordinò la fine dei lavori della ferrovia entro 20 giorni a partire dal 18 gennaio. Le opere di costruzione subirono un ritardo ed il primo convoglio entrò a Leningrado il 6 febbraio 1943, mentre l'operazione Iskra ebbe termine ufficialmente il 30 gennaio 1943.

## Conseguenze strategiche
L'operazione Iskra fu una vittoria strategica per l'Armata Rossa, da un punto di vista militare, essa precluse ogni possibilità di conquista di Leningrado e di unione tra il fronte tedesco e quello finlandese, dal momento che il Fronte di Leningrado era ora più forte ed in grado di collaborare più strettamente con il Fronte di Volkhov. Per la popolazione civile di Leningrado l'operazione significò la possibilità di ricevere maggiori razioni di cibo e di poter evacuare un numero sempre maggiore di persone. Rompere l'accerchiamento della città ebbe anche un notevole valore strategico sebbene venisse diminuito dalla resa della 6ª Armata tedesca a Stalingrado solo pochi giorni dopo. Nei combattimenti venne catturato il primo Panzer VI Tiger I da parte dei sovietici che lo requisirono per studiarlo.

Il successo dell'operazione portò alla premiazione dei generali Govorov e Meretsko che vennero premiati con l'Ordine di Suvorov di I classe il 28 gennaio 1943 ed alla promozione di Zhukov al grado di maresciallo dell'Unione Sovietica.

Sul versante tedesco, la battaglia lasciò la 18ª Armata sparpagliata ed esausta. Priva di sufficienti approvvigionamenti e di rinforzi, il Gruppo Armate Nord prese la decisione di accorciare la linea del fronte, evacuando il saliente della sacca di Demjansk, che era stato tenuto per tutto il 1942 ed era una importante testa di ponte. Questa, insieme al saliente di Ržev, che sarebbe stato evacuato nella primavera del 1943, poteva essere utilizzato per accerchiare un notevole gruppo di forze sovietiche, tuttavia, visto lo sviluppo degli eventi, non poteva più essere mantenuto.

A dispetto di tutto ciò, la Stavka era ben consapevole che l'obiettivo dell'operazione Iskra non era stato completamente raggiunto, il corridoio conquistato era troppo stretto e soggetto ancora ai colpi dell'artiglieria tedesca e punti strategicamente importanti, come Sinyavino, erano ancora sotto il controllo tedesco. Ciò indusse Zhukov a pianificare un'operazione offensiva ancora più ambiziosa, l'operazione Stella Polare  che aveva lo scopo di sconfiggere definitivamente il Gruppo Armate Nord ma che fallì. Le forze sovietiche portarono altre offensive nell'area per tutto il 1943, espandendo lentamente il corridoio, e ottenendo importanti conquiste territoriali in settembre con la presa di Sinyavino. Tuttavia Leningrado rimase ancora sotto assedio, almeno parzialmente, dal momento che i bombardamenti aerei e dell'artiglieria tedesca continuarono fino al gennaio 1944, quando l'Offensiva Leningrado–Novgorod spezzò definitivamente l'assedio e la linea del fronte tedesca.